# پنتاکس کا ۲۰دی
پنتاکس کا ۲۰دی (به انگلیسی: Pentax K20D) یک دوربین عکاسی ساخت شرکت پنتاکس است. این دوربین در سال ۲۰۰۸ میلادی عرضه شد.